# Hermann Reutter
Hermann Reutter (* 17. Juni 1900 in Stuttgart; † 1. Januar 1985 in Heidenheim an der Brenz) war ein deutscher Komponist und Pianist.

## Leben
Reutter, Sohn eines Fabrikanten, wuchs in einer musikalischen Familie auf: Seine Mutter, die auch Klavier spielte, trat als Sopranistin auf, begleitet von seinem ebenfalls pianistisch ausgebildeten Vater. Den bei Emma Rückbeil-Hiller in Stuttgart begonnenen Gesangsunterricht setzte er nach seiner Übersiedlung nach München 1920 bei Karl Erler fort. Bis 1925  studierte er an der Staatlichen Akademie der Tonkunst in München bei Walter Courvoisier (Komposition), bei Franz Dorfmüller (Klavier) sowie bei Ludwig Mayer (Orgel). Schon seit 1923 wurde er als Konzertpianist und Liederbegleiter bekannt.
In den zwanziger Jahren war er auf den zeitgenössischen Musikfesten in Donaueschingen und Baden-Baden (1923, 1926, 1927 und 1928) als Komponist vertreten, wo er enge Kontakte auch zu Paul Hindemith knüpfte. Ab 1929 war er vor allem als Pianist und Liedbegleiter tätig und trat mit vielen wichtigen Dirigenten und Interpreten seiner Zeit auf. Mit Sigrid Onegin unternahm er zwischen 1930 und 1936 sieben Tourneen durch Amerika.
1932 wurde Reutter Kompositionslehrer an der Württembergischen Hochschule für Musik in Stuttgart und war von 1936 bis 1945 Direktor des Hoch’schen Konservatoriums (1938 bis 1942 „Staatliche Hochschule für Musik in Frankfurt am Main – Dr. Hoch’s Konservatorium“). Obwohl er zum 1. Mai 1933 der NSDAP beigetreten war (Mitgliedsnummer 3.231.546), galt seine Musik als „entartet“ – insbesondere seine Komposition nach dem Text von Robert Seitz Der neue Hiob, op. 37, die auch auf der Düsseldorfer Ausstellung „Entartete Musik“ angeprangert wurde. Und Goebbels schrieb über Reutters Musik in sein Tagebuch: „scheußlich und unerträglich.“ Trotzdem gelangte seine Oper Odysseus an der Frankfurter Oper am 7. September 1942 zur Uraufführung, und auch andere Werke von ihm wurden gespielt.
Seit 1945 war Reutter wieder Professor für Komposition und Liedgestaltung an der Hochschule für Musik in Stuttgart, 1956 wurde er deren Direktor. In dieser Zeit begleitete Reutter so bekannte Sänger wie Karl Erb, Hans Hotter, Elisabeth Schwarzkopf, Dietrich Fischer-Dieskau und Nicolai Gedda. Nach seiner Emeritierung leitete er von 1966 bis 1974 eine Meisterklasse für Liedinterpretation an der Münchner Musikhochschule. Reutter hielt seit 1960 internationale Meisterkurse und Seminare über Liedkomposition und -interpretation ab. 1968 gründete er mit Carl Orff in Stuttgart die Hugo-Wolf-Gesellschaft Stuttgart und war bis zu seinem Tod deren Präsident. Der in Heidenheim an der Brenz verstorbene Hermann Reutter wurde in Stuttgart beigesetzt.
Seine Kompositionen waren zunächst von Hans Pfitzner und Anton Bruckner, später von Paul Hindemith, Igor Strawinsky, Béla Bartók und Arthur Honegger beeinflusst; nach 1945 entfernte er sich von der zeitgenössischen Musik. Reutter komponierte Opern, Konzerte für Klavier und Streicher, Chor- und Kammermusikwerke, Ballette, symphonische Werke und über 200 Lieder. Bundespräsident Theodor Heuss beauftragte 1949 Reutter, die Melodie zu einem Text von Rudolf Alexander Schröder zu schreiben; so sollte eine neue Nationalhymne unter dem Titel Hymne an Deutschland entstehen. Bundeskanzler Konrad Adenauer ließ dann jedoch die dritte Strophe des Deutschlandliedes als verbindlich erklären. Reutters erfolgreichste Oper war Doktor Johannes Faust, die am 26. Mai 1936 in Frankfurt am Main uraufgeführt wurde. Seine Konzertvariationen für Klavier und Orchester wurden 1952 vom Radio-Sinfonie-Orchester Stuttgart mit der Widmungsträgerin Branka Musulin als Solistin unter Leitung von Georg Solti uraufgeführt.
In intensiver Zusammenarbeit mit dem Gitarristen İhsan Turnagöl entstanden in Reutters letzten Lebensjahren einige Gitarre-Originalkompositionen sowie eine bedeutende Reihe von Transkriptionen Reutterscher Werke für Gitarre solo, die beim Schott-Verlag veröffentlicht, zum Teil auch auf Schallplatte und CD bei Wergo erschienen sind.

## Werke (Auswahl)

### Opern
- Saul (1928, Neufassung 1947)
- Doktor Johannes Faust (1936)
- Odysseus (1942)
- Der Weg nach Freudenstadt (1948)
- Don Juan und Faust (1950)
- Die Rückkehr des verlorenen Sohnes (1952)
- Die Witwe von Ephesus (1954, Neufassung 1966)
- Der Tod des Empedokles (1954, Neufassung 1966)
- Die Brücke von San Luis Rey (1954)
- Hamlet (1980)

### Ballette
- Die Kirmes von Delft (1937)
- Notturno Montmartre (1952)
- Figurinen zu Hofmannsthals „Jedermann“ (1972)

### Chorwerke
- Der große Kalender (1933, Neufassung 1970)
- Chorfantasie (1939)
- Hochzeitslieder (1941)
- Großes Welttheater (1951)

### Orchestermusik
- Konzertvariationen für Klavier und Orchester (1951/52)
- Prozession – Dialog für Violoncello und Orchester – Gaspar Cassado zugeeignet (1957)

### Vokalmusik
- „Solokantate nach Worten des Matthias Claudius“ für eine Altstimme, Bratsche und Klavier (oder Orgel) (Opus 45, 1948)
- „Fünf antike Oden“ für eine mittlere Frauenstimme, Bratsche und Klavier (Opus 57, 1947)
- Neun Lieder und Gesänge nach Gedichten von Gottfried Keller für eine hohe Singstimme und Klavier (Opus 59, 1948)
- „Hymne an Deutschland“ (Land des Glaubens). Text von Rudolf Alexander Schröder (1950)
- „Kleines geistliches Konzert“ nach Worten von Christian Wagner für eine Altstimme und Bratsche (1953)
- „Aus dem Hohelied Salomonis“ für Alt, Viola, Klavier und Orchester (1956)
- „Kleine Ballade von den drei Flüssen“ für Sopran und kleines Orchester (1960)
- „Szene und Monolog der Marfa aus Schillers ‚Demetrius‘“ für Sopran und Orchester (1968)
- „Der Liebe will ich singen“, Minnelieder aus der Zeit der Staufer, für zwei Singstimmen Sopran und Bariton mit Orchester oder Klavier (1976)

### Instrumentalmusik
- Fantasia apocalyptica für Klavier (Opus 7, 1926)
- Die Passion in 9 Inventionen aus den „Biblischen Szenen“ für Klavier (Opus 25, 1930); für Gitarre eingerichtet 1984
- Kleine Klavierstücke (Opus 28, 1928), Fantasiestücke daraus auch für Gitarre eingerichtet
- Rhapsodie für Violine und Klavier (Opus 51, 1939), Alma Moodie gewidmet
- Musik für Viola und Klavier (1951)
- Pièce concertante für Alt-Saxophon und Klavier (1968)
- Cinco Caprichos sobre Cervantes für Viola (1968); für Gitarre eingerichtet 1984
- Sonata Monotematica für Violoncello bzw. Fagott und Klavier (1972)
- Abendangelus und Bolero-Fandango für Gitarre (1984)

## Auszeichnungen
- 1937: Ernennung zum ordentlichen Mitglied der Preußischen Akademie der Künste
- 1943: Schwäbischer Komponistenpreis der Stadt Stuttgart
- 1953: Ludwig-Spohr-Preis der Stadt Braunschweig
- 1955: Mitglied der Akademie der Künste Berlin
- 1955: Mitglied der Bayerischen Akademie der Schönen Künste
- 1959: Großes Bundesverdienstkreuz
- 1975: Großes Bundesverdienstkreuz mit Stern
- 1976: Ehrendoktorwürde des Music and Arts Institute San Francisco
- 1980: Jubiläums-Medaille des Landes Baden-Württemberg
- 1984: Bürgermedaille der Stadt Stuttgart
- Hugo-Wolf-Medaille der Internationalen Hugo-Wolf-Gesellschaft